# Gary Jules
Gary Jules Aguirre (Fresno, California, 19 de marzo de 1969) es un compositor y cantautor estadounidense famoso por haber realizado una versión del tema Mad World del grupo Tears for Fears, la cual apareció en la película Donnie Darko y en el videojuego Gears of War. La canción llegó a ser el sencillo navideño número 1 en el Reino Unido (UK Christmas Number One single) en 2003. Cuando se popularizó dicho tema, su voz fue comparada con la del cantante de R.E.M., Michael Stipe.
Hijo de Gary J. Aguirre (un antiguo abogado que testificó ante el Comité Judicial del Senado tras haber sido despedido) y Marie Aguirre, acudió a la escuela The Bishop's School en La Jolla, California, donde se graduó. En la promoción de su clase se encontraba el asesino en serie Andrew Cunanan, que asesinó al diseñador Gianni Versace. Unos años después se graduó en Filología Inglesa por la Universidad de California L.A.
Algunos de los proyectos en los que estuvo involucrado en sus comienzos fueron bandas como The Ivory Knights, Our Town Pansies, Woodenfish, Kofi y Heroes and Heroin entre otras. Tiene publicados hasta la fecha tres discos.

## Discografía
- Greetings from the Side - A&M Records, 1998
- Trading Snakeoil for Wolftickets - Sanctuary, 2001
- Gary Jules - Down up Down Music, 2006

## Mad World
Grabada en 2001 para la banda sonora de la película Donnie Darko, «Mad World» se convirtió en un gran éxito y fue lanzada posteriormente como sencillo del álbum de ese mismo año Trading Snakeoil for Wolftickets. Dos años después, en 2003, la compañía de videojuegos Epic Games incluyó el tema en la campaña de promoción del Gears of War para la Xbox 360. El tono melancólico de la voz y el acompañamiento del piano la convirtieron en una balada ideal para servir de fondo tanto a la escena final de Donnie Darko como al vídeo promocional del videojuego. Dicha canción también fue usada para el juego indie Dungeoneers. También se usó esta versión en el concurso The Glee Project, en el episodio Vulnerability.

## Enlaces
- Página oficial de Gary Jules Archivado el 2 de enero de 2014 en Wayback Machine.
- Página en MySpace
- Página en el Internet Archive's Live Music
- Vídeo promocional de Gears of War con la canción Mad World de fondo

- Datos: Q714504
- Multimedia: Gary Jules / Q714504